# Skokovi u vodu na OI 2012.
Skokovi u vodu na OI 2012. u Londonu održavali su se od 29. srpnja do 11. kolovoza u Olimpijskom centru za vodene sportove u Londonu.

## Osvajači odličja

### Muškarci
| Kategorija                 | Zlato                            | Srebro                                  | Bronca                              |
| 3 m daska                  | Rusija Ilya Zakharov             | NR Kina Qin Kai                         | NR Kina He Chong                    |
| 10 m toranj                | SAD David Boudia                 | NR Kina Qiu Bo                          | Ujedinjeno Kraljevstvo Tom Daley    |
| 3 m daska sinkronizirano   | NR Kina Luo Yutong i Qin Kai     | Rusija Ilya Zakharov i Evgeny Kuznetsov | SAD Troy Dumais i Kristian Ipsen    |
| 10 m toranj sinkronizirano | NR Kina Cao Yuan i Zhang Yanquan | Meksiko Iván García i Germán Sánchez    | SAD David Boudia i Nicholas McCrory |

### Žene
| Kategorija                 | Zlato                          | Srebro                                    | Bronca                                    |
| 3 m daska                  | NR Kina Wu Minxia              | NR Kina He Zi                             | Meksiko Laura Sánchez                     |
| 10 m toranj                | NR Kina Chen Ruolin            | Australija Brittany Broben                | Malezija Pandelela Rinong                 |
| 3 m daska sinkronizirano   | NR Kina He Zi i Wu Minxia      | SAD Kelci Bryant i Abigail Johnston       | Kanada Jennifer Abel i Émilie Heymans     |
| 10 m toranj sinkronizirano | NR Kina Chen Ruolin i Wang Hao | Meksiko Paola Espinosa i Alejandra Orozco | Kanada Meaghan Benfeito i Roseline Filion |

## Vanjske poveznice
- Službene stranice Olimpijskih igara  Arhivirana inačica izvorne stranice od 28. veljače 2013. (Wayback Machine)